# Ledyard Tucker
Ledyard R. Tucker (ur. 19 września 1910 w Glenwood Springs, zm. 16 sierpnia 2004 w Savoy) – amerykański statystyk i psycholog, profesor University of Illinois w Chicago. 
Wniósł znaczący wkład w rozwój teorii testu i analizy czynnikowej. Wspólnie z Charlesem Lewisem stworzył jeden ze wskaźników dopasowania modelu - NNFI.